# ジローレストランシステム
ジローレストランシステム株式会社は、小田急グループ傘下の飲食店専業会社である。

## 概要
創業は、1955年にシャンソン喫茶「ジロー」 (GIRAUD) を、東京都千代田区神田神保町に開業したことに端を発する。
1968年には東京都世田谷区の環八通り沿い等々力付近に「ドライブインレストラン」をオープン。本格的郊外型レストランの先駆となる。当時の店鋪数は5店鋪であった。1969年には、東京都千代田区の日比谷界隈に「ピザハウス」をオープン。ピザ専門店として人気を博す。これを機にチェーン展開に着手した。
1973年、三井物産株式会社、サッポロビール株式会社の参加資本を得て「ジローレストランシステム株式会社」を設立した。同時期にジロー・オペラ賞を制定。日本のオペラ界の登龍門として、多くの有名オペラ歌手を生み出す。
1994年には小田急電鉄株式会社が筆頭株主となり、小田急グループの一員となる。創業当初から同社は小田急電鉄との関係を深めており、1980年代には小田急電鉄も、三井物産株式会社やサッポロビール株式会社と共に大株主に名を連ねていたが、小田急グループ内への出店が多かった事が機となって、小田急電鉄による増資も行われ、小田急沿線での事業拡大をする機会となった。
2004年、同業態店舗の展開をする「マ・マーフーズ株式会社」の株式を100%取得し、「マ・マーフーズ株式会社」を吸収合併した。これにより、新たに「サンレモ有楽町店」・「サンレモ恵比寿店」・「テラッツァサンレモ赤坂店」・「サンレモ池袋店」計4店舗を直営とする。「サンレモ上野店」は同時期に清算されて継承されなかった。2007年、株主比率が変更となり、小田急電鉄株式会社の完全子会社となった。（以上、同社社史より抜粋、他文献より加筆）
同社は、東京・神奈川・千葉・埼玉で多店舗を展開している。東京都内や神奈川・千葉・埼玉の大型複合ビルや商業ビルに大量出店している。2005年秋にオープンした「ヨドバシアキバ店」のレストランフロアに、ジローレストランシステムが2種類の異業店を開店した。2005年春に開店したアベーテはるひ野店は、高級イタリア食材を提供する店である。過去においてはフランチャイズ展開も行っていたが、現在フランチャイズ店舗は4店舗となっている。日本オペラ界の登龍門、「ジロー賞」にも積極的に取組みをしていたが新国立劇場のオープンとともに初期の目的を果たし終え、新機関にバトンを譲り解消をした。
2004年、日清製粉の経営するイタリアレストラン「サンレモ」を取得した。サンレモ1号店を1966年に東京都港区有楽町に開店し、池袋・恵比寿・赤坂・上野など店舗を有していたが、現在は上野を閉店し、それ以外の4店舗をジローレストランシステムが譲り受けた。
2007年、宮城県名取市のイオンモール名取エアリに出店した。さらに、2008年8月23日には仙台駅前の仙台パルコに豚料理専門店「豚道楽」仙台パルコ店を出店した。仙台市泉区泉中央にはマンマパスタ市名坂店をオープンした。今後、東北地方への出店を強化すると求人誌上で発表した。
関東圏以外での営業は東北地方のみならず、2008年より大阪府大阪市の梅田にあるヨドバシレストランフロアに関西出店1号店となる「豚道楽」梅田ヨドバシ店を開店し、2008年2月1日には兵庫県西宮市大浜に「パッパパスタ」西宮大浜店を開店した（2009年5月に閉店）。さらに、阪急西宮スタジアム跡地の再開発で生まれた「阪急西宮ガーデンズ」には、イタリアトスカーナ州の名門、バディア ア コルティブォーノと提携したコルティブォーノ 阪急西宮ガーデンズ店を2008年11月26日に開店した。2009年2月にはマンマパスタ都島店（大阪府大阪市都島区）を開店し2010年7月28日からはバイキング方式の新業態店舗「イタリアンバイキングMOLTO MOLTO（モルトモルト）」都島店に転換した。2010年3月2日には関西圏４店舗目、なんばダイニングメゾン（なんば高島屋７階）にガルロネロを開店した。（また、同、新卒募集の求人情報では、今後、関西圏で店舗拡充を図ることが告知されている。
- イタリアの名門リストランテ、マキャベリとのライセンス契約をし、日本国内の営業権を取得した。レシピをはじめ、シェフもイタリアのマキャベリで研鑽を積んだ専門シェフを配置している。
- イタリア、トスカーナにあり1000年の歴史を誇るキャンティワインの製造元、バディア ア　コルティブォーノとの契約をし、日本にての同社ライセンスビジネスを開始。
- オーストリアの名門カフェ「ラントマン」と提携し、2009年3月26日に東京都港区青山にラントマンをオープンした。同社スタッフをオーストリアウィーン市にあるラントマンへ派遣して研修を積み、更には現地からシェフを招聘しての出店となる。ラントマンはオーストリア料理を提供する、料理にも力を置いたカフェである。
- 2009年9月にはららぽーと新三郷に「ポルケッタ」、丸の内パークビルディングには日本初登場のカリフォルニアイタリアン「A-16」がサンフランシスコから進出した。